# Åbningsceremonien for sommer-OL 2016
Åbningsceremonien for sommer-OL 2016 fandt sted om aftenen fredag den 5. august 2016 på Maracanã, Rio de Janeiro, og startede klokken 20:00 brasiliansk tid (23:00 UTC). Dette var den første gang siden 1900 at åbningsceremonien for sommer-OL blev afholdt på et andet slags stadion end et atletikstadion. Åbningsceremonien var kombineret af den formelle åbningsceremoni, som bestod af velkomsttaler, hejsning af flag og paraden af sportsfolk, samt den kunstneriske åbningsceremoni, som havde til formål at fremvise værtsnationens kultur. Der var omkring 78.000 tilskuere på Maracanã.
Trods en betydelig lavere budget end de andre nylige olympiske lege, blev åbningsceremonien for sommer-OL 2016 rost af de internationale medier for sine levende, forskellige forestillinger, sin vægt på multikulturalisme og dens appel til spørgsmålet om klimaændringer.

## Forberedelser
De kreative instruktører for ceremonien var Fernando Meirelles, Daniela Thomas og Andrucha Waddington. Den brasilianske koreograf Deborah Colker udarbejdede en stab på over 6000 frivillige, der dansede i åbningsceremonien. Prøverne startede i slutningen af maj 2016.
Meirelles erklærede, at ceremonierne for Sommer-OL 2016 ville have et betydeligt lavere budget end de andre nylige olympiske lege, i alt kun 10% af det samlede budget for ceremonierne ved Sommer-OL 2012. For at forklare hans budget, forklarede han, at han ville være "flov over at spendere hvad London brugte i et land, hvor vi har brug for sanitet,.., Hvor uddannelse har brug for penge, så jeg er meget glad for at vi ikke bruger penge som en sindssyg, jeg er glad for at arbejde med dette lave budget, fordi det giver mening for Brasilien." Meirelles skitseret, at på grund af det lavere budget, ville ceremonien have "high-tech" ideer såsom at flytte scener og at have droner; instruktør Leonardo Caetano fortsatte med at sige, at konceptet for ceremonien understreger "originalitet" over "luksus", og "kompensere med kreativitet, rytme og følelser".
Den 15. juli 2016 blev det meddelt, at Anitta, Caetano Veloso og Gilberto Gil ville optræde under åbningsceremonien. Gil og Veloso havde også deltaget som kreative rådgivere for ceremonien. Kreativ instruktør Daniela Thomas forklarede, at deres deltagelse skal afspejle det bedste i brasiliansk musik.

## Scene
For FIFA World Cup 2014, de olympiske lege 2016 og de paralympiske lege 2016 blev en større renoveringsprojekt iværksat på Maracanã. De oprindelige sæder, med en todelt konfiguration, blev revet ned, for at give plads til en ny enstrengede siddeplads. Det oprindelige stadiontag i beton blev fjernet og erstattet med en glasfibermembran belagt med teflon. Den nye tagdækninger sækker 95% af pladserne inde på stadion, i modsætning til det tidligere design, hvor beskyttelsen blev kun ydes til nogle pladser i den øverste ring og dem over indgangen i hver sektor.

## Ceremoni
Fernando Meirelles sagde i september 2015, at ceremonien ville være en vision af landet "og det håber jeg, at det vil blive". Meirelles sagde han ville forsøge at styre udenom klichéer, men ikke dem alle; for eksempel skal karneval, at være en del af ceremonien.

### Prolog
Åbningsceremonien begyndte med luftfotos af byen Rio de Janeiro i en musikvideo med sangen "Aquele abraço", sunget af Luiz Melodia. Der var en kort instrumental version af Marcos Valles Samba de Verão eller Summer Samba, som den også kaldes, under en del med kunstnere i sølvdragter med gigantiske sølvark. Efter visningen af de første billeder, blev Den Internationale Olympiske Komités præsident Thomas Bach introduceret. Sanger Paulinho da Viola sang den brasilianske nationalsang på en scene inspireret af de arkitektoniske former for Oscar Niemeyer. Sangeren var ledsaget af et strygeorkester. Brasiliens flag blev rejst, og 60 flag blev båret af brasilianske atleter Virna Dias, Robson da Silva, Maurren Maggi og Flávio Canto.

## Officials og gæster
Tidlige skøn viste, at mindst 100 stats- og regeringschefer havde planer om at deltage i åbningsceremonien. Men nogle udenlandske ledere har været langsomme til at forpligte sig på grund af de igangværende politiske spørgsmål og andre spørgsmål, der påvirker legene. 29 statsoverhoveder har bekræftet, at de deltager i ceremonien.